# Premio supremo nazionale delle scienze e tecnologie
Il Premio supremo nazionale delle scienze e tecnologie è un premio della Cina assegnato annualmente a partire dal 2000 agli scienziati dal presidente di Stato. La borsa ammonta a 5 milioni di RMB, il 10% dei quali è dato allo scienziato premiato, e il resto dei quali diventa come il fondo per il suo progetto di ricerca scientifica. È considerato anche come "Premio Nobel della Cina".

## Vincitori
2000
- Yuan Longping - agronomo
- Wu Wenjun - matematico

2001
- Wang Xuan - informatico
- Huang Kun - fisico

2002
- Jin Yilian - informatico[2]

2003
- Liu Dongsheng - geologo
- Wang Yongzhi - esperto aeronautico

2005
- Ye Duzheng - meteorologo
- Wu Mengchao - esperto di chirurgia epatobiliare e chirurgo

2006
- Li Zhensheng - genetista di piante

2007]
- Min Enze - ingegnere petrolchimico
- Wu Zhengyi - biologo

2008
- Wang Zhongcheng - neurologo
- Xu Guangxian - chimico

2009
- Gu Chaohao - matematico
- Sun Jiadong - ingegnere di satellite

2010
- Shi Changxu - esperto di metalli e scienze della materia
- Wang Zhenyi - esperto di ematologia[3]

2011
- Xie Jialin - fisico
- Wu Liangyong - architetto

2012
- Zheng Zhemin - fisico
- Wang Xiaomo - ingegnere radar

2013
- Zhang Cunha - chimico fisico
- Cheng Kaijia - fisico nucleare

2014
- Yu Min - fisico nucleare

2016
- Zhao Zhongxian
- Tu Youyou